# Shenandoah (Pennsylvania)
 Shenandoah  ist eine Stadt in der Kohle-Region von Schuylkill County, Pennsylvania. Das U.S. Census Bureau hat bei der Volkszählung 2020 eine Einwohnerzahl von 4.243 ermittelt.

## Geschichte

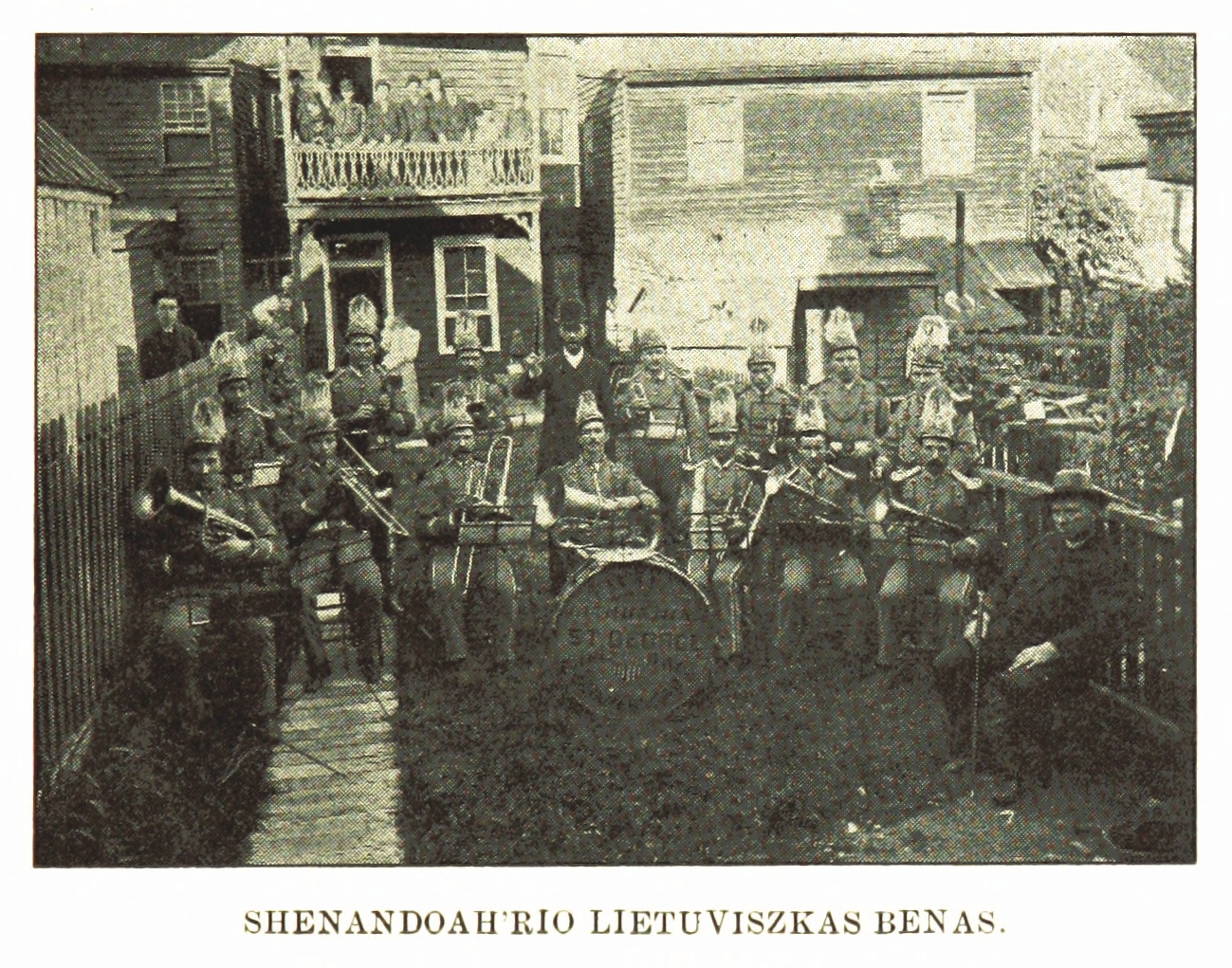
Die Bergmannskapelle der litauischen Einwanderer (1899)

Shenandoah wurde zwischen 1820 und 1835 gegründet. Unter den ersten Siedler war der Landwirt Peter Kehley, der auch später die Vorkommen von Anthrazitkohle in einem nahegelegenen Fluss entdeckte. In der Zeit des amerikanischen Bürgerkriegs erlebte die Stadt einen Aufschwung durch den Betrieb mehrerer Kohlenminen, in denen vor allem Anthrazitkohle gefördert wurde. Die Stadt galt um 1870 als eine Brutstätte des Bergarbeitergeheimbund Molly Maguires. Nachdem ursprünglich englische, walisische, irische und deutsche Immigranten die Gegend besiedelt hatten, setzte nach 1870 ein starker Zufluss von Einwanderern aus den östlichen und südlichen europäischen Ländern ein und die Bevölkerung wuchs auf fast 30000 Bewohner im Jahr 1920 an. Im Jahr 1902 hatte Shenandoah mehr Bars pro 1000 Einwohner als jede andere Stadt der Welt; laut Ripley’s Believe It or Not! war Shenandoah die bevölkerungsreichste „Square Mile“ in den Vereinigten Staaten.
Der Einbruch der Kohle-Industrie nach dem Zweiten Weltkrieg traf die Gemeinde schwer und Bergleute wanderten ab, um anderswo Arbeit zu finden.
Shenandoah ist die einzige Stadt in Pennsylvania, die von drei verschiedenen Eisenbahnlinien angefahren wird.

### Kirchengeschichte
Durch osteuropäische Einwanderer wurden im Stadtgebiet mehrere Urpfarreien begründet:
- „St. Georg Lithuanian Catholic Church“ wurde 1872 gegründet und gilt als die älteste litauische römisch-katholische Pfarrei in den Vereinigten Staaten, die Kirche wurde 1891 eingeweiht.
- Andrew Strupinskas (1828–1892) war der erste römisch-katholische Pfarrer der polnischen Emigranten in Pennsylvania. Er begründete im Jahr 1872 die „St. Casimir Roman Catholic Church“ in Shenandoah, diese gilt als die älteste polnische Kirchgemeinde in den östlichen Vereinigten Staaten. Ein Gedenkstein wurde von Rev. Msgr. J.A. Karalius im Jahr 1971 gestiftet.[3]
- „St. Michael Greek Catholic Church“ wurde im November 1886 als ältestes Gotteshaus der Ruthenisch-griechisch-katholischen Kirche in den Vereinigten Staaten gegründet.

## Bekannte Einwohner der Stadt
- Jimmy Dorsey (1904–1957), Jazz-Musiker
- Tommy Dorsey (1905–1956), Jazz-Musiker
- Leon J. Yarrow (1921–1982), Psychologe
- Darryl Ponicsan (* 1942), Schriftsteller[4]
- Joseph Edward Kurtz (* 1946), Erzbischof von Louisville

## Demografie
Nach der Volkszählung im Jahr 2000 lebten in Shenandoah 5624 Menschen. Davon wohnten 152 Personen in Sammelunterkünften, die anderen Einwohner lebten in 2649 Haushalten und 1380 Familien. Die Bevölkerungsdichte betrug 1433 Einwohner pro Quadratkilometer. Es wurden 3339 Wohneinheiten erfasst. Ethnisch betrachtet setzte sich die Bevölkerung zusammen aus 97,4 Prozent Weißen, 0,3 Prozent Afroamerikanern, 0,3 Prozent amerikanischen Ureinwohnern, 0,4 Prozent Asiaten und 1,1 Prozent aus anderen ethnischen Gruppen; 0,6 Prozent gaben die Abstammung von mehreren Ethnien an. 2,8 Prozent der Einwohner waren spanischer oder lateinamerikanischer Abstammung.
Von den 2649 Haushalten hatten 20,0 Prozent Kinder oder Jugendliche, die mit ihnen zusammen lebten. 32,5 Prozent waren verheiratete, zusammenlebende Paare, 13,5 Prozent waren allein erziehende Mütter und 47,9 Prozent waren keine Familien. 42,9 Prozent waren Singlehaushalte und in 26,0 Prozent lebten Menschen im Alter von 65 Jahren oder darüber. Die durchschnittliche Haushaltsgröße betrug 2,07, die durchschnittliche Familiengröße 2,84 Personen.
Die Bevölkerung verteilte sich auf 19,0 Prozent unter 18 Jahren, 7,5 Prozent von 18 bis 24 Jahren, 23,3 Prozent von 25 bis 44 Jahren, 21,8 Prozent von 45 bis 64 Jahren und 28,5 Prozent von 65 Jahren oder älter. Das durchschnittliche Alter (Median) betrug 45 Jahre. Auf 100 weibliche Personen kamen 84,1 männliche Personen und auf 100 Frauen im Alter von 18 Jahren oder darüber kamen 80,6 Männer.
Das jährliche Durchschnittseinkommen eines Haushalts (Median) betrug 18.714 US-$, das Durchschnittseinkommen einer Familie 26.910 $. Männer hatten ein Durchschnittseinkommen von 24.289 $, Frauen 19.783 $. Das Pro-Kopf-Einkommen betrug 12.562 $. Unter der Armutsgrenze lebten 16,2 Prozent der Familien und 20,1 Prozent der Einwohner, darunter 32,3 Prozent der Einwohner unter 18 Jahren und 16,1 Prozent der Einwohner im Alter von 65 Jahren oder älter.